# Аус (Намибия)
Аус — сельское поселение в Намибии, населённое 30 жителями. Принадлежит к избирательному округу Берсеба региона Карас.

## История
В колониальное время на месте нынешнего поселения располагалась воинская часть. К началу Первой мировой войны в Аусе была построена запасная радиостанция, так как был запланирован снос радиостанции у бухты Людериц. После оккупации Намибии южноафриканской армией в Аусе был организован концентрационный лагерь, в котором с 1915 до 1919 года содержалось примерно 1 550 немецких военнопленных. Территория бывшего лагеря объявлена объектом Национального наследия Намибии.

## Географические данные и климат
Аус находится на высоте 1 485 метров над уровнем моря. Располагается в 125 километрах на востоке от Людерица, в 230 км на западе от Китмансхупа. Аус находится недалеко от плато Хуиб. Зимой здесь сравнительно холодно. Редко выпадают осадки, примерно два раза за три года выпадает снег.

## Хозяйство и инфраструктура
Аус соединён автострадой B4 и железнодорожной линией Людериц-Зехайм. Так как участок дороги между Аусом и Людерицем сейчас находится в аварийном состоянии, из Китмансхупа в Аус движутся только грузовые поезда. Возобновление работы дороги в полном режиме планируется в 2012 году.
Аус также известен своими гостиницами, являющимися частым местом ночёвок туристов. Здесь располагается Aus Tourist Centre, где можно получить подробную информацию для туристов. Недалеко от поселения ведут дикий образ жизни пустынные лошади.

## Культура и достопримечательности
Ежегодно 27 января в Аусе празднуется день рождения кайзера Вильгельма II, так как история поселения тесно связана с ним.

## Галерея
- Bahnhof Hotel в Аусе
- Плато Хуиб, располагающееся на юго-западе от Ауса
- Пустынные лошади рядом с бывшим вокзалом, находящимся на востоке от Ауса
- Памятник жертвам концентрационного лагеря в Аусе